# Parque Estadual de Canudos
O Parque Estadual de Canudos é um parque localizado no município de Canudos, no estado brasileiro da Bahia, a 450 quilômetros de Salvador. Fundado em 1986, o parque é administrado pelo Centro de Estudos Euclydes da Cunha, órgão da Universidade do Estado da Bahia (UNEB). Trata-se de uma área de  interesse arqueológico e histórico, por haver sido palco da Guerra de Canudos.